# Annæus Johannes Schjødt

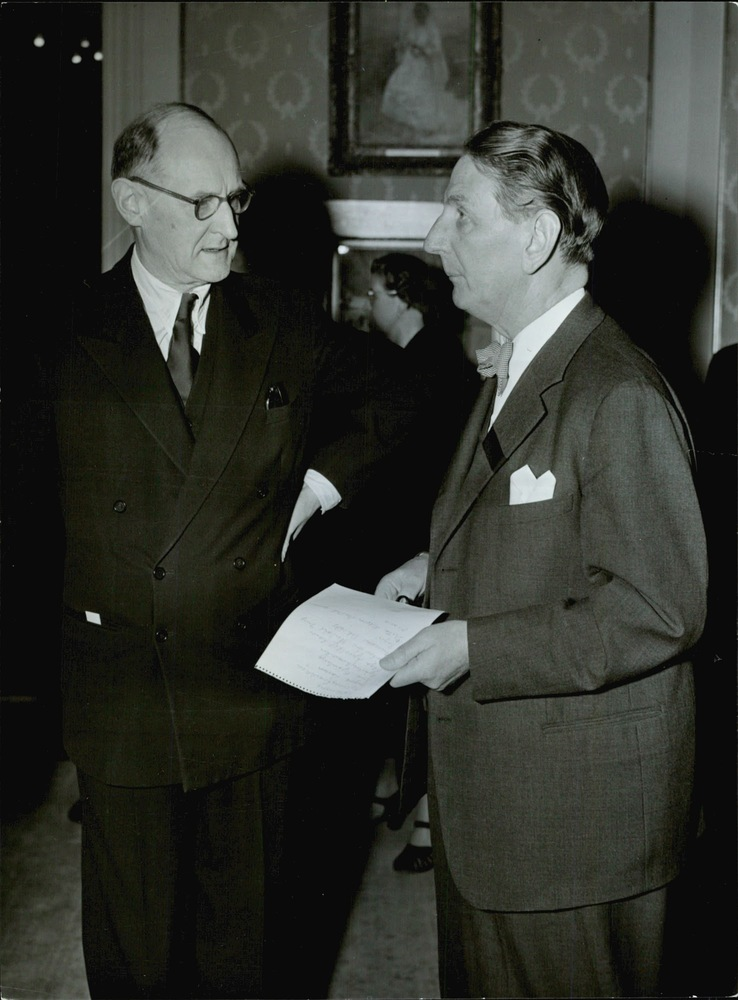
Annæus Schjødt den äldre och Yngve Larsson, 1952.

Annæus Johannes Schjødt, född 2 maj 1857 i Kristiania (nuvarande Oslo), död där 24 april 1923, var en norsk jurist och politiker. Han var i sitt första äktenskap gift med Laura Rømcke och i sitt andra med Edle Hartmann Schjødt. I första giftet var han far till Annæus Schjødt den äldre.
Schjødt blev høyesterettsadvokat 1885, var en av huvudstadens representanter i Stortinget 1895–1900 och 1900 president i Odelstinget samt under en följd av år ordförande i Kristiania Venstreorganisation. Han var medlem av "arbeiderkommissionen" 1900–1902 och av skandinaviska civillagkommissionen 1902–1904 samt 1910. Han var regeringsadvokat från 1917.